# 용혜인
용혜인(龍慧仁, 1990년 4월 12일~)은 대한민국의 정치인, 기업인이다. 세월호 침몰 사고 직후 침묵행진인 '가만히 있으라'를 처음 제안했다.
2020년 제21대 총선에서 비례대표(더불어시민당)로 당선되었으며, 2024년 제22대 총선에서 비례대표(더불어민주연합)로 재선되었다.

## 생애
경기도 부천시에서 출생했다. 경희대학교 사회과학부 정치외교학과에 진학하였고, 한진중공업 파업 사태 이후 사회운동을 시작하였다.

### 알바연대
2013년에 알바연대 창립할 당시부터 활동하였으며, 이후 알바노조 대학팀장, 알바노조 경희대분회 집행위원장 등으로 아르바이트 노동 인권을 개선하기 위해 활동했다.

### 〈가만히 있으라〉
세월호 침몰 사고가 있고 며칠 뒤인 2014년 4월 28일 안산 단원고등학교 학생과 교사가 포함된 세월호 참사의 희생자를 추모하기 위해 〈가만히 있으라〉 침묵행진을 제안했다. 용혜인은 가만히 있으라 침묵행진을 제안한 이유에 대해 "이번 세월호 사고 대응 과정에서 드러난 정부와 공권력의 무능함과 무책임에 대해 ‘이번엔 가만히 있지 말자, 문제가 무엇인지 함께 고민해보자’라는 취지"라고 말했다.
그 이후에는 4·16연대 운영위원으로 활동하고 있다.
검찰은 2016년 11월 2일 세월호 참사 추모 "가만히 있으라" 침묵행진을 주도한 혐의로 용혜인씨에게 징역 2년을 구형하였다. 다음은 용혜인씨가 마지막 공판에서 발언한 최후진술이다. > https://news.v.daum.net/v/20161103110303943

### 총선 출마
2015년 노동당 전국위원으로 출마하여 당선되었고, 이듬해 2016년에는 청년학생위원장으로 선출되었으며, 2014년 7월 30일 수원시 정 재보궐선거에 출마한 노동당 정진우 후보의 공동선거대책위원장을 맡았다. 이는 정진우 후보가 '세월호 양심수'이며, 6월 10일 연행 당시 함께 행동했기 때문이라고 밝혔다. 2015년 8월 22일부터 팟캐스트 절망 라디오의 진행을 맡았으며, 시즌 2에서는 메인 DJ로 프로그램을 진행했다.
2016년에는 제20대 국회의원 선거에 출마를 선언했다. 출마 이유에 대해 "세월호에서도, 노동개악에서도 그들의 정치 안에 ‘우리’는 없었다" 라고 밝혔다. 그 뒤 노동당 비례대표 1번 후보로 출마했으나 득표율 0.38%를 기록하여 낙선했다.
2017년부터 기본소득을 정치적, 사회적 의제로 승격시키기 위한 활동을 전개했다. 2020년 1월 19일에 창당한 기본소득당의 상임대표를 맡았으나, 비례대표 선거연대를 위해 당적을 변경하여 더불어시민당의 비례대표 공천을 받아 당선되었고 합의한 대로 기본소득당으로 복귀했다.

## 학력
- 경안고등학교 졸업
- 경희대학교 정경대학 정치외교학 학사

## 경력
- 2017년: 기본소득정치연대 대표, 온국민기본소득운동본부 운영위원
- 2018년: 경기도기본소득위원회 위원
- 2019년 11월: 2020 대한민국 기본소득박람회 조직위원회 대변인
- 2020년 1월~2020년 3월: 기본소득당 당대표
- 2020년 4월 15일: 대한민국 제21대 국회의원 선거 당선(비례대표, 더불어시민당, 초선)[2][13]
- 2020년 5월: 기본소득당 원내대표
- 2022년 9월~2024년 2월: 기본소득당 상임대표
- 기본소득당 경기도당 상임위원장
- 더불어민주당 기본사회위원회 자문단장
- 정치개혁 2050 공동의장
- 2023년 6월~2023년 8월: 제22차 기본소득지구네트워크대회 공동조직위원장
- 새진보연합 상임선거대책위원장
- 2024년 2월~2024년 5월: 새진보연합 상임대표 겸 원내대표
- 새진보연합 경기도당 상임위원장
- 더불어민주연합 제22대 국회의원 선거 비례대표 후보
- 2024년 4월 10일: 대한민국 제22대 국회의원 선거 당선(비례대표, 더불어민주연합, 재선)[3][4]
- 2024년 5월~: 기본소득당 원내대표
- 2024년 7월~: 기본소득당 당대표
- 2024년 9월~: 기본소득당 경기도당 안산시 지역위원회 위원장

### 의정 활동
- 2020년 5월 30일~2024년 5월 29일: 제21대 국회의원(비례대표, 기본소득당, 초선)[A]
  - 2020년 6월~2022년 5월: 제21대 국회 전반기 기획재정위원회 위원
  - 2022년 7월~2022년 8월: 제21대 국회 중앙선거관리위원회 위원(남래진) 선출에 관한 인사청문특별위원회 위원
  - 2022년 7월~2024년 5월: 제21대 국회 후반기 행정안전위원회 위원
  - 2022년 7월~2024년 5월: 제21대 국회 후반기 여성가족위원회 위원
  - 2022년 7월~2022년 10월: 제21대 국회 민생경제안정 특별위원회 위원
  - 2022년 11월~2023년 1월: 제21대 국회 용산 이태원 참사 진상규명과 재발방지를 위한 국정조사 특별위원회 위원
- 2024년 5월 30일~: 제22대 국회의원(비례대표, 기본소득당, 재선)[B]
  - 2024년 6월~: 제22대 국회 전반기 행정안전위원회 위원
  - 2024년 12월~2025년 2월: 제22대 국회 윤석열 정부의 비상계엄 선포를 통한 내란 혐의 진상규명 국정조사 특별위원회 위원

## 전과
- 집회및시위에관한법률위반, 일반교통방해: 벌금 1,000,000원 - 2020년 11월 13일 선고[17]

## 역대 선거 결과
|  | 0.38% |

|  | 33.35% |

|  | 26.69% |

## 소속 정당
| 소속 정당 | 소속 정당        | 소속 기간 | 비고      |
| --------- | ---------------- | --------- | --------- |
|           | 진보신당         | 2010~2012 | 정계 입문 |
|           | 무소속           | 2012      | 정당 해산 |
|           | 진보신당연대회의 | 2012      | 창당      |
|           | 노동당           | 2013~2019 | 당명 변경 |
|           | 무소속           | 2019~2020 | 탈당      |
|           | 기본소득당       | 2020      | 창당      |
|           | 무소속           | 2020      | 탈당      |
|           | 더불어시민당     | 2020      | 입당      |
|           | 무소속           | 2020      | 제명      |
|           | 기본소득당       | 2020~2024 | 복당      |
|           | 새진보연합       | 2024      | 당명 변경 |
|           | 무소속           | 2024      | 탈당      |
|           | 더불어민주연합   | 2024      | 입당      |
|           | 무소속           | 2024      | 제명      |
|           | 새진보연합       | 2024      | 복당      |
|           | 기본소득당       | 2024~현재 | 당명 변경 |

## 같이 보기
- 기본소득당
- 대한민국 제21대 국회의원 선거 더불어시민당 후보 목록#비례대표
- 대한민국 제22대 국회의원 선거 더불어민주연합 후보 목록#비례대표